# Hans Jonas
Hans Jonas (n. 10 mai 1903 – d. 5 februarie 1993) a fost un filozof german, care a adus contribuții deosebite în domeniul eticii.
Lucrarea sa remarcabilă este Principiul responsabilității, apărută în 1979.
O mare parte din viață a trăit-o în SUA.
Astfel, în perioada 1955 - 1976 a fost profesor de filozofie la New School for Social Research din New York.
A studiat filozofia și teologia la Freiburg, Berlin și Heidelberg și a obținut doctoratul în filozofie la Marburg, unde i-a avut ca profesori pe: Edmund Husserl, Martin Heidegger și Rudolf Bultmann.
În 1933 Heidegger intră în Partidul Nazist, lucru care l-a indignat pe Jonas, deoarece era evreu și sionist activ.
Părăsește Germania în același an și în anul următor emigrează în Palestina.
În 1940 se întoarce în Europa și intră în Armata Britanică.
Face parte din Jewish Brigade, unitate militară a evreilor din Palestina în cadrul armatei britanice.
După încheierea celui de-al Doilea Război Mondial, aflând că mama sa pierise în Lagărul de concentrare Auschwitz, refuză să se mai întoarcă în Germania.
Revine în Palestina și participă la Războiul Israelului pentru Independență.
După încheierea studiilor la Universitatea Ebraică din Ierusalim, emigrează în America de Nord.
Mai întâi este profesor în Canada la Carleton University, ca apoi, în 1955, să se mute în New York, unde va rămâne tot restul vieții.